# Martín Vizcarra

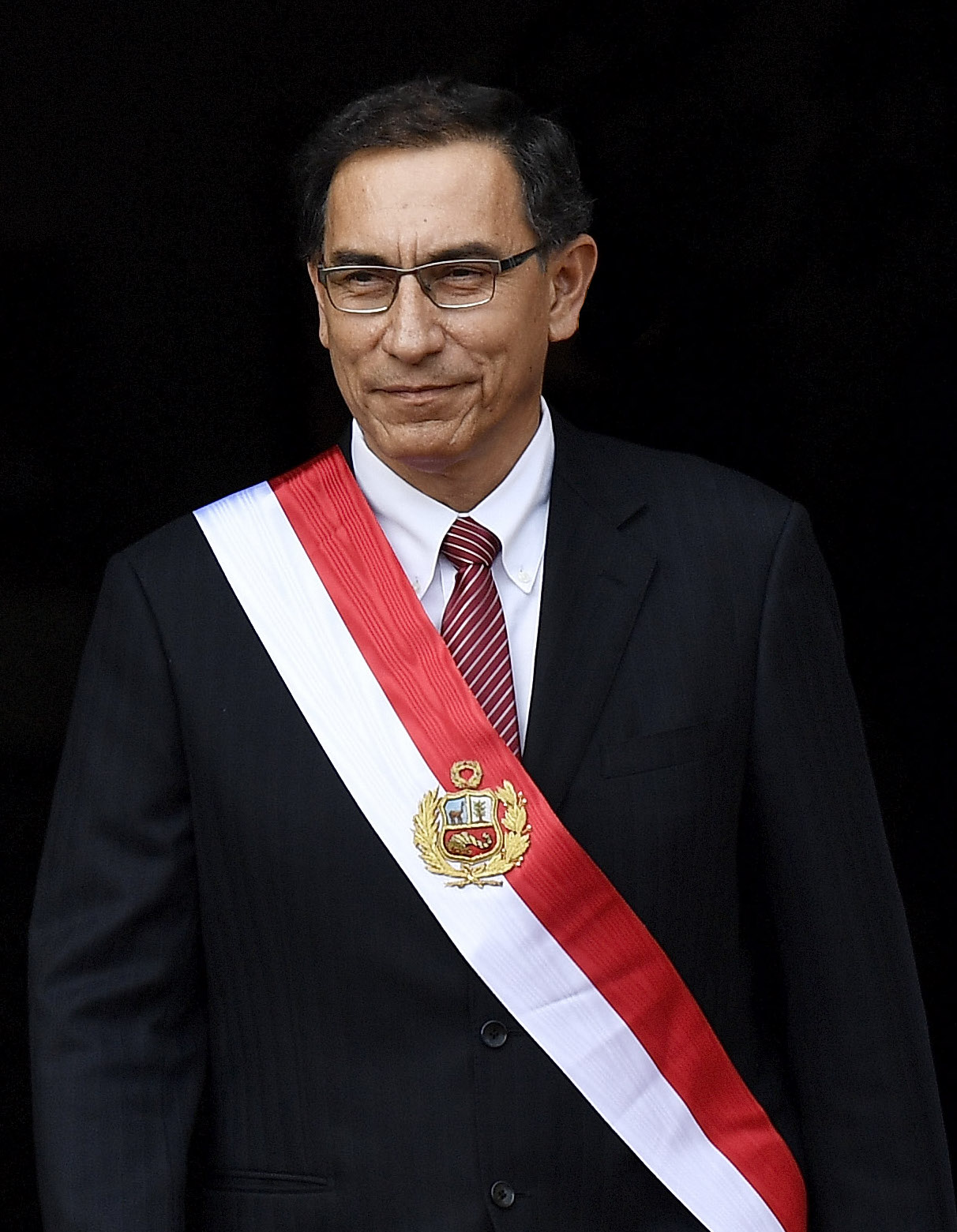
Martín Vizcarra (2018)

Martín Alberto Vizcarra Cornejo (* 22. März 1963 in Lima) ist ein peruanischer Ingenieur und Politiker. Er wurde am 23. März 2018 Staatspräsident Perus und amtierte bis zum 9. November 2020. Vizcarra ist parteilos, steht aber der liberal-konservativen Sammelbewegung Peruanos Por el Kambio nahe.

## Leben
Vizcarra wurde in Lima geboren. Sein Vater César Vizcarra Vargas, war Mitglied der Alianza Popular Revolucionaria Americana (APRA), seine Mutter Doris Cornejo, war Grundschullehrerin. Sein Vater war Bürgermeister von Moquegua im Süden Perus.
Martín Vizcarra wurde 2010 als Kandidat der Regionalpartei Gobierno Regional por Ti zum Regionalpräsidenten der Region Moquegua gewählt. Er war vom 28. Juli 2016 bis zum 22. März 2018 Vizepräsident Perus unter Präsident Pedro Pablo Kuczynski. Nach seiner Berufung war er zeitweise auch Botschafter Perus in Kanada. Nachdem Kuczynski wegen Korruptionsvorwürfen zurückgetreten war, wurde Vizcarra am 23. März 2018 als Staatspräsident vereidigt.
Ende September 2019 eskalierte zwischen Vizcarra und dem Kongress ein Streit um die Besetzung von Richterposten am peruanischen Verfassungsgericht. Der von der Opposition kontrollierte Kongress wollte zwei neue Verfassungsrichter ohne das übliche öffentliche Bewerbungsverfahren auswählen. Am 30. September 2019 löste Vizcarra daraufhin zunächst den Kongress auf und kündigte Neuwahlen an. Im Gegenzug erklärte der Kongress mit den Stimmen von 86 der 130 Abgeordneten den Präsidenten für „amtsunfähig“ und für „zeitweise suspendiert“ (für die Dauer eines Jahres). Der Kongress ernannte Vizepräsidentin Mercedes Aráoz zur Übergangspräsidentin. Diese trat aber nur einen Tag später von ihren Ämtern zurück und sprach sich wie Vizcarra für vorgezogene Neuwahlen aus. Die ursprünglich für April 2021 vorgesehenen Wahl fand am 26. Januar 2020 statt und endete ohne klaren Sieger. Vizcarra, der weiterhin Präsident blieb, konnte für den Rest seiner Amtszeit nicht auf eine Mehrheit im Parlament zählen.
Am 11. September 2020 leitete der Kongress ein Amtsenthebungsverfahren gegen Präsident Vizcarra ein, dem die Mehrheit der Abgeordneten Korruption vorhielt. Nachdem der erste Anlauf gescheitert war, setzte der Kongress am 2. November 2020 erneut ein Amtsenthebungsverfahren in Gang. Am 9. November 2020 stimmten die Abgeordneten mit Zweidrittelmehrheit dafür, ihn wegen Korruption und „moralischer Unfähigkeit“ abzusetzen. Vizcarra wies die Vorwürfe zurück. Kritiker bezeichneten die Absetzung als „verdeckten Staatsstreich“ des Kongresses und in der Bevölkerung kam es zu Protesten dagegen.